# トップヴィル
トップヴィル（Top Ville）はアイルランドで生産され、フランスで調教された競走馬、種牡馬。フランスの名オーナーブリーダーであるフランソワ・デュプレによって生産され、彼の死後、後に競馬界でも名声を得ることになるアーガー・ハーン4世に購入された。

## 戦績
メゾンラフィット競馬場の1200メートル戦でデビューするが、後のロベールパパン賞勝ち馬ピタジアの3着と敗戦。続くシャンティイ競馬場の1400メートル戦に出走するも、ここでも後のイスパーン賞やジャック・ル・マロワ賞勝ち馬のナディアの2着と敗戦してしまう。しかし、陣営は距離が伸びた方がトップヴィルには良いといった確証を得、サンクルー競馬場の1600メートル戦を使い、ここを快勝、3戦目にして初勝利を挙げた。さらにロンシャン競馬場の1800メートル戦のG3・サンロマン賞を2馬身差、同じくロンシャン競馬場の2000メートル戦のG3・コンデ賞を4馬身差と立て続けに快勝し、陣営の思惑通り、距離が伸びれば伸びるほど、その強さを発揮していった。
翌年、3歳になったトップヴィルは初戦にロンシャン競馬場の1850メートル戦のG3・ギシュ賞に出走。ベリファに半馬身差と詰められたものの、ここも勝利を収めた。もはや下級重賞に敵はいないトップヴィルはG1・リュパン賞の参戦を決める。ここでは既にG1競走を4勝しているアイリッシュリヴァーという強敵が待ち構えていたが、3着に退け、2着に入ったシャープマンを4馬身つける快勝で、初G1勝利を飾った。その勢いそのままに、ジョッケクルブ賞も勝利し、名実ともにフランス国内の世代の頂点を極めた。
しかし、休養を挟んで出走したニエル賞ではジョッケクルブ賞で破ったルマルモに1馬身半遅れをとる4着と敗退。2歳時から続けていた連勝を6でストップしてしまうと、巻き返しを図った凱旋門賞でも勝ち馬のスリートロイカスから遙か後方の17着といった大敗を喫した。この1戦を最後に競走馬を引退した。

### 年度別競走成績
- 1978年（5戦3勝） - サンロマン賞（G3）、コンデ賞（G3）
- 1979年（5戦3勝） - ジョッケクルブ賞（G1）、リュパン賞（G1）、ギシュ賞（G3）

## 種牡馬入り後
引退後は種牡馬入りし、初年度からアイリッシュオークス勝ち馬のプリンセスパティを送り出したが、その後はあまり目立たず、また後継種牡馬たちも苦戦を強いられ、現代競馬には希少なダンテ系を中興させるには至らなかった。しかし、トップヴィルはブルードメアサイアーとして優秀で、特にサドラーズウェルズ系とは相性が良く、この配合でモンジューや、ダーレミなどを送り出している。

### 代表産駒
- プリンセスパティ/Princess Pati - アイリッシュオークス
- サンテステフ/Saint Estephe - コロネーションカップ
- ダララ/Darara - ヴェルメイユ賞　前述ダーレミの母
- ピストレブルー/Pistolet Bleu - クリテリウムドサンクルー、サンクルー大賞

など

### ブルードメアサイアーとしての主な産駒
- モンジュー/Montjeu - ジョッケクルブ賞、アイリッシュダービー、凱旋門賞、タタソールズゴールドカップ、サンクルー大賞、キングジョージ6世&クイーンエリザベスステークス
- ベルメッツ/Belmez - キングジョージ6世&クイーンエリザベスステークス
- イェーツ/Yeats - ゴールドカップ4回、コロネーションカップ、アイリッシュセントレジャー、ロワイヤルオーク賞
- ダーレミ/Dar Re Mi- プリティーポリーステークス、ヨークシャーオークス、ドバイシーマクラシック

など

## 血統表
| トップヴィルの血統（ダンテ系 /Nearco 5×4=9.38%） | トップヴィルの血統（ダンテ系 /Nearco 5×4=9.38%） | トップヴィルの血統（ダンテ系 /Nearco 5×4=9.38%） | （血統表の出典） | （血統表の出典） |
| 父 High Top 1969 鹿毛                            | 父の父Derring-Do 1961 鹿毛                       | Darius                                           | Dante            | Dante            |
| 父 High Top 1969 鹿毛                            | 父の父Derring-Do 1961 鹿毛                       | Darius                                           | Yasna            |                  |
| 父 High Top 1969 鹿毛                            | 父の父Derring-Do 1961 鹿毛                       | Sipsey Bridge                                    | Abernant         | Abernant         |
| 父 High Top 1969 鹿毛                            | 父の父Derring-Do 1961 鹿毛                       | Sipsey Bridge                                    | Claudette        |                  |
| 父 High Top 1969 鹿毛                            | 父の母Camenael 1961 鹿毛                         | *Vimy                                            | Wild Risk        | Wild Risk        |
| 父 High Top 1969 鹿毛                            | 父の母Camenael 1961 鹿毛                         | *Vimy                                            | Mimi             |                  |
| 父 High Top 1969 鹿毛                            | 父の母Camenael 1961 鹿毛                         | Madrilene                                        | Court Martial    | Court Martial    |
| 父 High Top 1969 鹿毛                            | 父の母Camenael 1961 鹿毛                         | Madrilene                                        | Marmite          |                  |
| 母 Sega Ville 1968 鹿毛                          | 母の父Charottesville 1957 鹿毛                   | Prince Chevalier                                 | Prince Rose      | Prince Rose      |
| 母 Sega Ville 1968 鹿毛                          | 母の父Charottesville 1957 鹿毛                   | Prince Chevalier                                 | Chevalerie       |                  |
| 母 Sega Ville 1968 鹿毛                          | 母の父Charottesville 1957 鹿毛                   | Noorani                                          | Nearco           | Nearco           |
| 母 Sega Ville 1968 鹿毛                          | 母の父Charottesville 1957 鹿毛                   | Noorani                                          | Empire Glory     |                  |
| 母 Sega Ville 1968 鹿毛                          | 母の母La Sega 1959 黒鹿毛                        | Tantieme                                         | Deux Pour Cent   | Deux Pour Cent   |
| 母 Sega Ville 1968 鹿毛                          | 母の母La Sega 1959 黒鹿毛                        | Tantieme                                         | Terka            |                  |
| 母 Sega Ville 1968 鹿毛                          | 母の母La Sega 1959 黒鹿毛                        | La Danse                                         | Menetrier        | Menetrier        |
| 母 Sega Ville 1968 鹿毛                          | 母の母La Sega 1959 黒鹿毛                        | La Danse                                         | MakadaF-No.8-i   |                  |